# Дімітріос Іоаннідіс
Дімітріос Іоаннідіс (грец. Δημήτρης Ιωαννίδης, * 13 березня 1923, Афіни — † 16 серпня 2010) — член військової хунти «чорних полковників» в 1967—1974 рр. і її голова в період 1973—1974 рр.

## Біографія
Народився в родині бізнесмена середнього ланки, що походив з Епіру. Брав участь у Грецькій громадянській війні на боці уряду, пізніше служив у концтаборі Макронісос, де перебували ув'язнені комуністи. У 1963 р. служив на Кіпрі.
Взяв активну участь в перевороті 21 квітня 1967 р., в результаті якого до влади прийшов Георгіос Пападопулос. Іоаннідіс очолив грецьку військову поліцію, яка за нього стала могутнім органом влади. Йому було присвоєно звання полковника у 1970 р. і бригадного генерала в 1973 р. 
У 1973 р. голова хунти Пападопулос почав проводити досить непослідовно політику лібералізації, що не додало йому популярності, а навпаки викликало побоювання серед його соратників. Ще влітку того ж року Іоаннідіс почав готувати переворот. Скориставшись як формальним приводом студентським постанням в Афінах 25 листопада 1973 р. — він усунув від влади Пападопулоса і призначив на пост Президента Греції свого земляка Федона Гізікіса, після чого почав проводити політику придушення будь-яких проявів незгоди.
За його прямого сприяння також був здійснений переворот на Кіпрі 15 липня 1974 з метою приєднання острова до Греції. Однак переворот викликав несподівану для Іоаннідіса реакцію: вторгнення на Кіпр турецьких військ і зрештою нетривалу, проте кровопролитную війну з вигнанням греків з північної частини острова. В результаті народного обурення в Греції військова хунта втратила контроль над управлінням і незабаром була формально зміщена групою політиків-республіканців, до яких в останній момент приєднався і президент Федон Гізікіс. До влади був покликаний колишній прем'єр-міністр Константінос Караманліс.
Іоаннідіс був засуджений до смерті, пізніше вирок було замінено на довічне ув'язнення, яке він відбував впродовж 35 років у в'язниці у м. Коридаллос. Він не став розкаюватися в злочинах, і грецький суд відмовив йому в проханні про помилування у вересні 2008 року. Помер 16 серпня 2010 року від захворювання легенів.